# Тамань-Пассажирская
Тамань-Пассажирская — железнодорожная станция Краснодарского региона Северо-Кавказской железной дороги, расположенная в станице Тамани Краснодарского края.

## Краткая характеристика
С запада к станции примыкает двухпутный участок, пересекающий Керченский пролив. Станция находится на линии Багерово — Вышестеблиевская, которая заменила Керченскую паромную переправу, рядом со станцией Портовая, грузовой станцией, обеслуживающей порт Тамань и грузооборот с Крымом.
Рядом со станцией построена тяговая подстанция, оборудованы объекты транспортной безопасности. В 2019 году завершено строительство 24-х крупных объектов инфраструктуры, в том числе вокзала на 50 пассажиров, пункта технического обслуживания вагонного хозяйства, дежурного пункта района контактной сети, дома отдыха локомотивных бригад, поста электрической централизации, совмещенный с диспетчерской, здания линейного отдела полиции на транспорте, объекта транспортной безопасности караульного городка ВОХР, включая зону усиленного досмотра грузовых вагонов с досмотровым комплексом на основе нейтронной аппаратуры. Станция является промежуточной.1 октября 2019 года она приняла первый грузовой состав с электровозом переменного тока ВЛ80С−188.

## Деятельность
Приём и отправление грузовых поездов с повагонными и мелкими отправками, с загрузкой вагонов на подъездных путях.

## Пассажирское движение
23 декабря 2019 года возобновлён пассажирский железнодорожный маршрут, связывающий Крым с материковой частью фактической территории России и пролегающий теперь по Крымскому мосту. Перевозки пассажиров по маршруту осуществляет транспортная компания «Гранд Сервис Экспресс» и ООО «Южная пригородная пассажирская компания», тягу пассажирских составов — подразделения ОАО «РЖД».
В эту дату на станцию прибыл первый после постройки железнодорожной части Крымского моста скорый фирменный пассажирский поезд дальнего следования Санкт-Петербург — Севастополь. По состоянию на 26 декабря 2019 года станция Тамань-Пассажирская принимала и обрабатывала ежедневно две пары фирменных поездов дальнего следования № 007А/008С «Таврия» из Санкт-Петербурга и двухэтажные составы поезда № 028Ч/028С «Таврия» из Москвы. Все поезда дальнего следования имеют на станции продолжительную остановку от 30 минут со сменой локомотива. В 2020 году были запущены поезда, которые указаны в таблице.
| № поезда     | Маршрут движения              | № поезда     | Маршрут движения              |
| ------------ | ----------------------------- | ------------ | ----------------------------- |
| 007 «Таврия» | Севастополь — Санкт-Петербург | 008 «Таврия» | Санкт-Петербург — Севастополь |
| 027 «Таврия» | Симферополь — Москва          | 028 «Таврия» | Москва — Симферополь          |
| 075 «Таврия» | Симферополь — Омск            | 076 «Таврия» | Омск — Симферополь            |
| 091 «Таврия» | Севастополь — Москва          | 092 «Таврия» | Москва — Севастополь          |
| 141 «Таврия» | Симферополь — Пермь           | 142 «Таврия» | Пермь — Симферополь           |
| 163 «Таврия» | Феодосия — Москва             | 164 «Таврия» | Москва — Феодосия             |
| 173 «Таврия» | Евпатория — Москва            | 174 «Таврия» | Москва — Евпатория            |
| 177 «Таврия» | Феодосия — Санкт-Петербург    | 178 «Таврия» | Санкт-Петербург — Феодосия    |
| 179 «Таврия» | Евпатория — Санкт-Петербург   | 180 «Таврия» | Санкт-Петербург — Евпатория   |
| 315 «Таврия» | Симферополь — Адлер           | 316 «Таврия» | Адлер — Симферополь           |
| 373 «Таврия» | Симферополь — Смоленск        | 374 «Таврия» | Смоленск — Симферополь        |
| 415 «Таврия» | Симферополь — Волгоград       | 416 «Таврия» | Волгоград — Симферополь       |
| 425 «Таврия» | Симферополь — Кисловодск      | 426 «Таврия» | Кисловодск — Симферополь      |
| 551 «Таврия» | Симферополь — Вологда         | 552 «Таврия» | Вологда — Симферополь         |

### Перевозчики, направления и расписание
| Перевозчик                              | Дистанция             | Направления и расписание |
| --------------------------------------- | --------------------- | ------------------------ |
| АО ТК «Гранд Сервис Экспресс»           | Дальнее следование    | Яндекс                   |
| Южная пригородная пассажирская компания | Пригородное сообщение | Яндекс                   |

### Внешние медиафайлы
- Первый поезд по новой станции Тамань-Пассажирская на YouTube